# Vincze István (matematikus)
Vincze István (Szeged, 1912. február 26. – Budapest, 1999. április 18.) magyar matematikus, egyetemi tanár.

## Életpálya
1935-ben Szegeden matematika-fizika szakos középiskolai tanári diplomát szerzett. Az egyetemet követően biztosítási matematikusként dolgozott. 1949-ben Rényi Alfréd mellett az egyik alapító tagja a matematikai kutatóintézetnek, ahol a statisztikai osztályt vezette.
A Budapesti Műszaki és Gazdaságtudományi Egyetem (BME), majd az Eötvös Loránd Tudományegyetem (ELTE) hallgatóit oktatta a matematikai statisztika tudományára.

## Írásai
Pályája elején Erdős Pállal közösen jegyzett cikkeket, köztük a konvex, zárt síkgörbék multifokális ellipszisekkel való közelítéséről.
Több nemzetközi statisztikai folyóirat szerkesztőbizottságának volt tagja, 100-nál is több tudományos publikáció és 10 könyv szerzője illetve társszerzője.
Főbb írásai:
- Matematikai statisztika - Ipari alkalmazásokkal (Budapest, 1975), Műszaki Könyvkiadó – ISBN 963-10-0472-4
- ed. by B. V. Gnedenko, M. L. Puri és Vincze István: Nonparametric statistical inference (Amsterdam, 1982), North-Holland – ISBN 963-8021-53-5
- Nemparaméteres matematikai statisztika : elmélet és alkalmazások (Budapest, 1993), Akadémiai Kiadó – ISBN 963-05-6525-0

## Szakmai sikerek
- 1997-ben Akadémiai Könyvkiadó Nívódíj